# Justice de paix en Belgique
Pour les autres articles nationaux ou selon les autres juridictions, voir Justice de paix.
 (février 2021).
Si vous disposez d'ouvrages ou d'articles de référence ou si vous connaissez des sites web de qualité traitant du thème abordé ici, merci de compléter l'article en donnant les références utiles à sa vérifiabilité et en les liant à la section « Notes et références ».

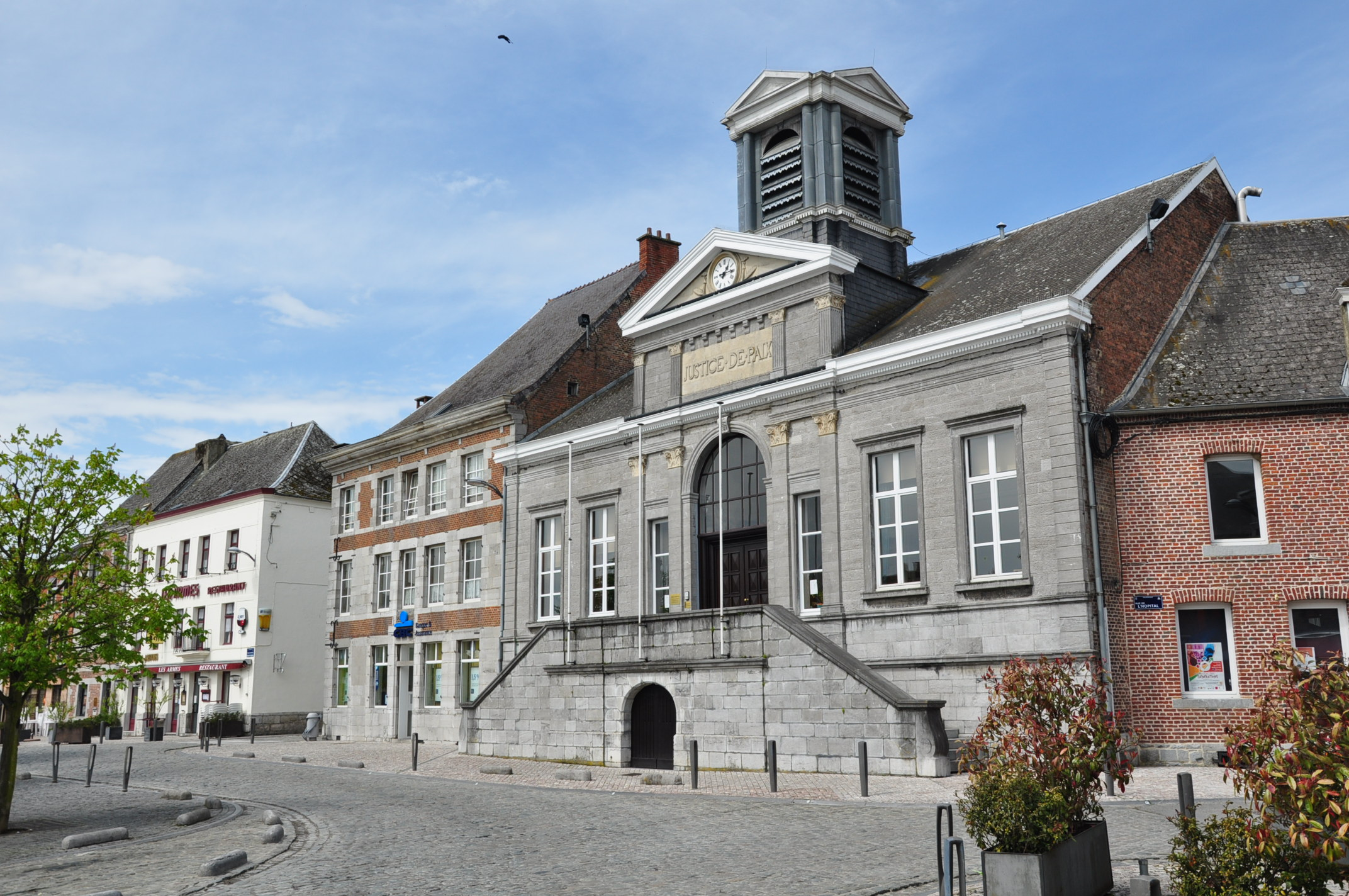
L'ancienne Justice de Paix à Philippeville (Province de Namur). En 2016 ses fonctions ont été transférées à Couvin

En Belgique, la Justice de paix traite les demandes de justice suivantes :
- celles dont le montant n'excède pas 5 000 € au 1er septembre 2018, hormis celles qui sont attribuées expressément par la loi à un autre tribunal ;
- celles relatives aux louages d'immeubles, à la copropriété, aux servitudes et aux expropriations.

Le juge de paix est également compétent pour rédiger les actes d'adoption et les actes de notoriété. Il traite également les demandes de conciliation.
Il est compétent en matière d'apposition des scellés, d'incapacité des majeurs à gérer leurs biens en raison de leur état de santé et préside les opérations lors du dépouillement des votes lors d'une élection. Il met en observation les malades mentaux en cas de collocation.
Parfois le juge de paix suppléant est un avocat ou un notaire.
Les appels des décisions du juge de paix sont traités, selon la nature du litige, par le tribunal de première instance, le tribunal du travail ou le Tribunal de l'entreprise.
Il y a eu 254 juges de paix en Belgique. En 2022, la Belgique compte 162 justices de paix .
Chaque juge de paix appartient à un canton.

## Exemples de litiges traités par le juge de paix belge
- les litiges en matière de location (le locataire ne paye plus, n’entretient pas le bien loué ou le bailleur refuse d’effectuer des réparations). Cela s’applique à la location d’habitations, de fonds de commerces, de résidences secondaires, de garages, etc. En ce qui concerne le bail à ferme (location de bâtiments et/ou de terres pour une exploitation agricole), vous êtes même obligé de faire une tentative de conciliation avant de pouvoir procéder à une citation ; sa compétence est ici illimitée ratione summae ;
- les litiges en matière de copropriété (immeubles à appartements) ;
- les litiges en matière de voisinage (par exemple, nuisances sonores, distance de plantations, servitudes, murs, bornages, etc.) ;
- les litiges concernant l'occupation sans droit ou titre d'un immeuble (squatters, famille, ex-ami(e) que vous voulez voir partir) ;
- les litiges en matière de crédits à la consommation (prêts personnels, etc.) ;
- divers petits litiges, à savoir ceux dont le montant n'excède pas 5 000 €. (Cela s’applique donc également à une réparation qui aurait été mal effectuée ou à l’indemnisation de dommages que vous avez encourus par la faute de la partie adverse).